# Christopher Hogwood
Christopher Hogwood, né le 10 septembre 1941 à Nottingham (Angleterre) et mort le 24 septembre 2014 à Cambridge, est un chef d'orchestre, claveciniste, musicologue britannique. Il est un spécialiste reconnu de la musique baroque et de la période classique.

## Biographie
Christopher Hogwood étudie la musique et la littérature classique au Pembroke College de Cambridge, puis la direction d'orchestre avec Raymond Leppard et Thurston Dart, et enfin le clavecin avec Rafael Puyana et Gustav Leonhardt. Le British Council lui a alloué une bourse d'études d'un an à Prague.

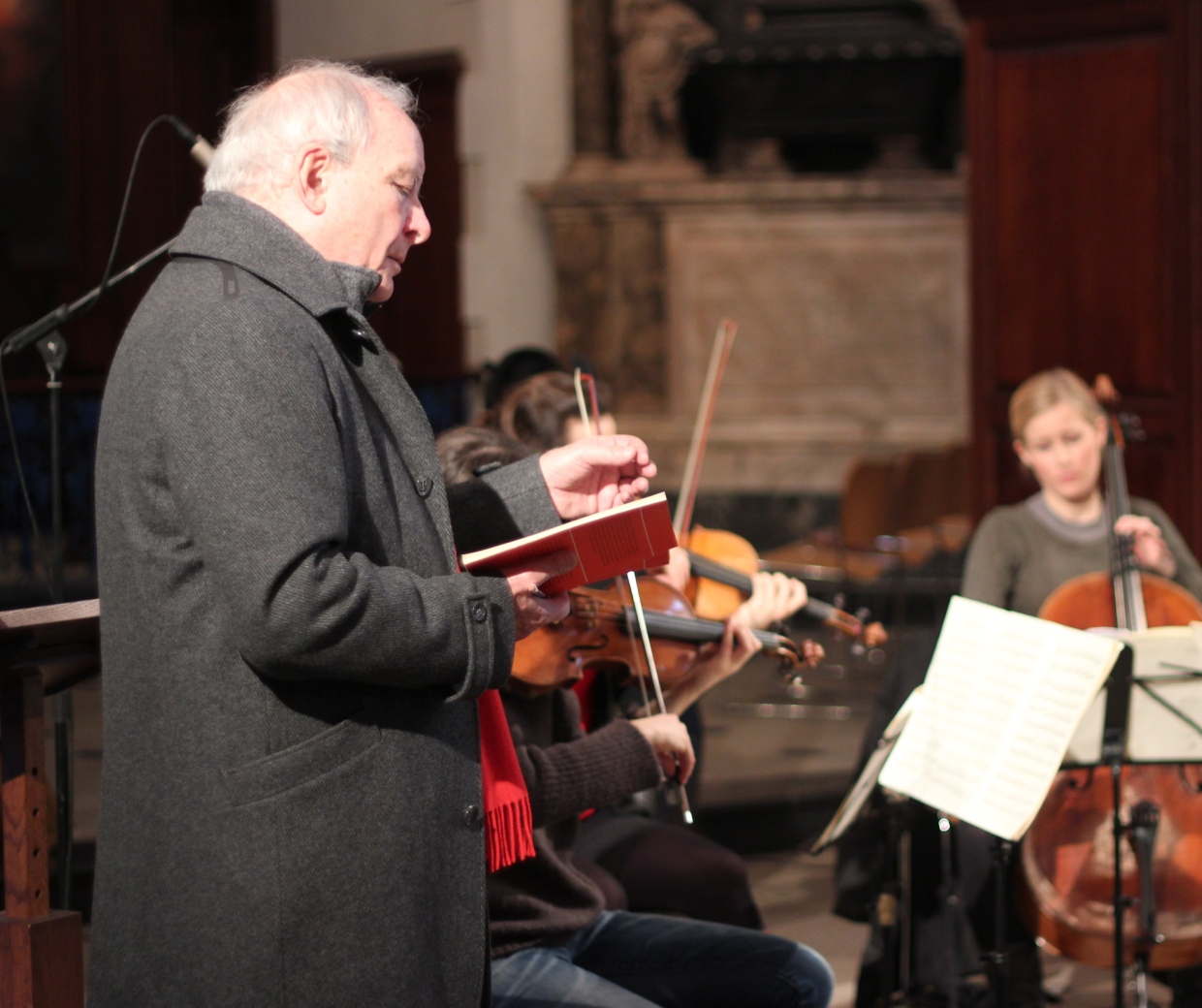
Christopher Hogwood au cours d’une lecture publique au Gresham College, janvier 2013.

En 1967, Christopher Hogwood fonde The Early Music Consort avec David Munrow, puis en 1973, l'Academy of Ancient Music, ensemble d'instruments historiques devenu rapidement célèbre dans le monde entier.
C'est grâce à cela qu'il s'est fait connaître à la fois comme soliste, comme instrumentiste de musique de chambre et musicologue. Il a enregistré de nombreux disques couvrant un très vaste répertoire qui s'étend des virginalistes anglais aux classiques viennois. Christopher Hogwood est également l'auteur d'un important ouvrage sur Haendel. Il joue aussi de l'orgue et du clavicorde. En avril 2005, Christopher Hogwood a accepté d'être membre honoraire de la Charles Avison Society.
Quand il s'échappe du répertoire baroque, il revisite des compositeurs tels que Gade ou Mendelssohn. Il a toujours été intéressé par la musique contemporaine (Stravinsky, Martinů, etc.). Outre son activité de concertiste, il apporte son concours à plusieurs éditeurs de musique imprimée.
Il dirige également le Kammerorchester de Bâle et l'Orquesta Ciudad de Grenade. Il a travaillé avec l'Opéra d'Australie, celui de Berlin, avec l'Opéra Royal de Stockholm, avec le Théâtre de l'Opéra Royal de Londres, pour les Chorégies d’Orange et dirige l'Ariodante de Haendel au Grand Opéra de Houston. Son catalogue d'enregistrements compte plus de 200 titres y compris l'intégrale des symphonies de Mozart, pour la première fois, sur des instruments historiques, tenant le rôle de continuiste.
Il meurt le 24 septembre 2014 à Cambridge d'une tumeur du cerveau.
Ses écrits ont été traduits en français, allemand, italien, espagnol et japonais.

## Discographie
- Tomaso Albinoni, 12 Concertos op. 9, avec The Academy of Ancient Music, Andrew Manze, violon, Frank De Bruine et Alfredo Bernardini, hautbois. CD, L'Oiseau-Lyre, 1997.
- Johann Sebastian Bach, Les Concertos pour violon(s), avec The Academy of Ancient Music, Jaap Schröder et Christopher Hirons, violons. CD, L'Oiseau-Lyre, 1984.
- Johann Sebastian Bach, Les Suites françaises, Suites BWV 818 et 819. CD, L'Oiseau-Lyre, 1984.
- Johann Sebastian Bach, Les Concertos brandebourgeois, Concertos pour deux et trois clavecins BWV 1060, 1062 et 1064, avec The Academy of Ancient Music, Christophe Rousset, Davitt Moroney et Christopher Hogwood, clavecins. 2 CD, L'Oiseau-Lyre, 1985/1991.
- Johann Sebastian Bach, Les Suites pour orchestre, Concertos pour deux clavecins BWV 1060 et 1062, avec The Academy of Ancient Music, Christophe Rousset et Christopher Hogwood, clavecins. 2 CD, L'Oiseau-Lyre, 1988/1989.
- Johann Sebastian Bach, Concertos pour deux clavecins BWV 1060 et 1062, Concerto pour deux violons BWV 1043, Concerto pour violon et hautbois BWV 1060 (reconstruction), avec The Academy of Ancient Music, Christophe Rousset et Christopher Hogwood, clavecins, Jaap Schröder, Christopher Hirons et Catherine Mackintosh, violons et Stephen Hammer, hautbois. CD, L'Oiseau-Lyre, 1989.
- Johann Sebastian Bach, Concertos pour trois et quatre clavecins BWV 1063-1065, Concerto pour trois violons BWV 1064 (arrangement de Christopher Hogwood); Antonio Vivaldi, Concerto pour quatre violons op. 3, RV 580, avec The Academy of Ancient Music, Christophe Rousset, Davitt Moroney, Colin Tilney et Christopher Hogwood, clavecins, Christopher Hirons, Monica Huggett et Catherine Mackintosh, violons. CD, L'Oiseau-Lyre, 1992.
- Johann Sebastian Bach, Les Concertos pour clavecin, Concerto pour flûte, violon et clavecin BWV 1044, avec The Academy of Ancient Music, Christophe Rousset, clavecin, Rachel Brown, flûte et Simon Standage, violon. 2 CD, L'Oiseau-Lyre, 1998.
- Johann Sebastian Bach, Les enregistrements de Bach, avec The Academy of Ancient Music. 20 CD, L'Oiseau-Lyre, 2014.
- Ludwig van Beethoven, Lieder, avec Martyn Hill, ténor. CD, L'Oiseau-Lyre, 1977.
- Ludwig van Beethoven, Les Concertos pour piano, avec The Academy of Ancient Music, Steven Lubin, forte-piano. 3 CD, L'Oiseau-Lyre, 1987/1989.
- Ludwig van Beethoven, Les Symphonies, avec The Academy of Ancient Music. 5 CD, L'Oiseau-Lyre, 1986/1989.
- André Cardinal Destouches, Jean-Féry Rebel, Les Éléments, avec The Academy of Ancient Music. CD, L'Oiseau-Lyre, 1980.
- Francesco Geminiani, Les Concerti grossi op. 3 n. 1-6, avec The Academy of Ancient Music. CD, L'Oiseau-Lyre, 1977.
- Francesco Geminiani, 6 sonates pour violoncelle op. 5, avec Anthony Pleeth, violoncelle, Richard Webb, violoncelle continu. CD, L'Oiseau-Lyre, 1976.
- Georg Friedrich Haendel, Water Music, The Musick for the Royal Fireworks, Concerti a due cori, The Alchymist, avec The Academy of Ancient Music. 2 CD, L'Oiseau-Lyre, 1978-1985.
- Georg Friedrich Haendel, Les Concerti grossi op. 3 n. 1-6, avec Handel and Haydn Society. CD, L'Oiseau-Lyre, 1989.
- Georg Friedrich Haendel, Les Concerti grossi op. 6 n. 1-12, avec Handel and Haydn Society. 3 CD, L'Oiseau-Lyre, 1993.
- Georg Friedrich Haendel, La Resurrezione, avec The Academy of Ancient Music, Emma Kirkby, Patrizia Kwella, Carolyn Watkinson, Ian Partridge et David Thomas. 2 CD, L'Oiseau-Lyre, 1982.
- Georg Friedrich Haendel, Athalia, avec Choir of New College Oxford et The Academy of Ancient Music, Joan Sutherland, Emma Kirkby, James Bowman, Aled Jones, Anthony Rolfe Johnson et David Thomson. 2 CD, L'Oiseau-Lyre, 1986.
- Georg Friedrich Haendel, Orlando, avec The Academy of Ancient Music, James Bowman, Arleen Auger, Catherine Robbin, Emma Kirkby et David Thomas. 3 CD, L'Oiseau-Lyre, 1991.
- Georg Friedrich Haendel, Rinaldo, avec The Academy of Ancient Music, Cecilia Bartoli, David Daniels, Bernarda Fink, Gerald Finley, Ľuba Orgonášová et Daniel Taylor. 3 CD, Decca, 2000.
- Georg Friedrich Haendel, Les enregistrements de Haendel, avec The Academy of Ancient Music et Handel and Haydn Society. 22 CD, L'Oiseau-Lyre, 2017.
- Joseph Haydn, Les Concertos pour violoncelle, avec The Academy of Ancient Music, Christophe Coin, violoncelle. CD, L'Oiseau-Lyre, 1983.
- Joseph Haydn, Concerto pour trompette, Concerto pour cor n°1, Concerto pour orgue n°1, avec The Academy of Ancient Music, Friedemann Immer, trompette, Timothy Brown, cor et Christopher Hogwood, orgue. CD, L'Oiseau-Lyre, 1987
- Joseph Haydn, Die Schöpfung, avec Chorus and Orchestra of The Academy of Ancient Music, Emma Kirkby, Anthony Rolfe Johnson et Michael George. 2 CD, L'Oiseau-Lyre, 1990.
- Joseph Haydn, L'anima del filosofo, avec Chorus and Orchestra of The Academy of Ancient Music, Cecilia Bartoli, Uwe Heilmann et Ildebrando D'Arcangelo. 2 CD, L'Oiseau-Lyre, 1997.
- Joseph Haydn, Symphonies n° 1-75, 94, 96, 100, 104, 107, 108, avec The Academy of Ancient Music. 32 CD, L'Oiseau-Lyre, 2012[3].
- Pietro Locatelli, 6 sonates pour flûte, op. 12, avec Stephen Preston, flûte, Anthony Pleeth, violoncelle. CD, L'Oiseau-Lyre, 1980.
- Benedetto Giacomo Marcello, 6 sonates pour violoncelle, avec Anthony Pleeth, violoncelle, Richard Webb, violoncelle continu. CD, L'Oiseau-Lyre, 1979.
- Wolfgang Amadeus Mozart, Les Symphonies, avec The Academy of Ancient Music, Jaap Schröder, violon. 19 CD, L'Oiseau-Lyre, 1979-1986.
- Wolfgang Amadeus Mozart, Concerto pour clarinette, Concerto pour hautbois, avec The Academy of Ancient Music, Antony Pay, clarinette de basset et Michel Piguet, hautbois. CD, L'Oiseau-Lyre, 1986.
- Wolfgang Amadeus Mozart, Concerto pour flûte et harpe, Concerto pour flûte n°1, Andante en do, Concerto pour basson, avec The Academy of Ancient Music, Lisa Beznosiuk, flûte, Frances Kelly, harpe et Danny Bond, basson. CD, L'Oiseau-Lyre, 1988.
- Wolfgang Amadeus Mozart, Les Concertos pour violon, 2 Rondos, Adagio K. 261, avec The Academy of Ancient Music, Simon Standage, violon. 2 CD, L'Oiseau-Lyre, 1991.
- Wolfgang Amadeus Mozart, Les Concertos pour cor, avec The Academy of Ancient Music, Anthony Halstead, cor. CD, L'Oiseau-Lyre, 1994.
- Wolfgang Amadeus Mozart, Concertos pour piano n° 1–5, 9, 11–20, 22, 23 et 26, Rondo K. 382, Rondo K. 386, avec The Academy of Ancient Music, Robert D. Levin, piano-forte et clavecin. 8 CD, L'Oiseau-Lyre, 1994-2001.
- Wolfgang Amadeus Mozart, Une petite musique de nuit, K. 525, Notturno pour 4 orchestres, K. 286, Serenata notturna, K. 239, avec The Academy of Ancient Music. CD, L'Oiseau-Lyre, 1984
- Wolfgang Amadeus Mozart, Marche en ré, K. 189, Sérénade en ré, K. 185, avec The Academy of Ancient Music. CD, L'Oiseau-Lyre, 1985.
- Wolfgang Amadeus Mozart, Sérénade Cor de postillon en ré, K. 320, Marche en ré, K. 335 n°1, Marche en ré, K. 335 n°2, Musique de ballet de "Idomeneo", K. 367, avec The Academy of Ancient Music. CD, L'Oiseau-Lyre, 1996.
- Wolfgang Amadeus Mozart, La clemenza di Tito, avec Chorus and Orchestra of The Academy of Ancient Music, Barbara Bonney, Cecilia Bartoli, Della Jones et Uwe Heilmann. 2 CD, L'Oiseau-Lyre, 1995
- Wolfgang Amadeus Mozart, Die Entführung aus dem Serail, avec Chorus and Orchestra of The Academy of Ancient Music, Lynne Dawson, Uwe Heilmann et Marianne Hirsti. 2 CD, L'Oiseau-Lyre, 1991.
- Giovanni Battista Pergolesi, Stabat Mater, Salve Regina, avec The Academy of Ancient Music, Emma Kirkby, James Bowman. CD, L'Oiseau-Lyre, 1989.
- Henry Purcell, Didon et Énée, avec Chorus and Orchestra of The Academy of Ancient Music. CD, L'Oiseau-Lyre, 1994.
- Henry Purcell, The Indian Queen, avec Chorus and Orchestra of The Academy of Ancient Music. CD, L'Oiseau-Lyre, 1995.
- Henry Purcell, Musique de théâtre, avec The Academy of Ancient Music. 6 CD, L'Oiseau-Lyre, 1991.
- Franz Schubert, 4 sonates pour violon, avec Jaap Schröder, violon. CD, Explore Records, 2006.
- Igor Stravinsky, Pulcinella (Ballet Complet), Concerto en mi bémol majeur "Dumbarton Oaks", avec The Saint Paul Chamber Orchestra. CD, Decca, 1990.
- Antonio Vivaldi, 6 concertos pour flûte, op.10, avec The Academy of Ancient Music, Stephen Preston, flûte. CD, L'Oiseau-Lyre, 1977.
- Antonio Vivaldi, Il cimento dell'armonia e dell'inventione, Les Quatre Saisons, op.8, avec The Academy of Ancient Music, Alison Bury, Christopher Hirons, John Holloway, Monica Huggett, Catherine Mackintosh, violons et Michel Piguet, hautbois. 2 CD, L'Oiseau-Lyre, 1983.
- Antonio Vivaldi, L'estro armonico, op.3, avec The Academy of Ancient Music, John Holloway, Monica Huggett, Catherine Mackintosh, Elizabeth Wilcock, violons. 2 CD, L'Oiseau-Lyre, 1985.
- Antonio Vivaldi, L'estro armonico, op.3, avec L'Arte dell'Arco, Federico Guglielmo, violon. 2 CD, Chandos, 2002.
- Antonio Vivaldi, La stravaganza, op.4, avec The Academy of Ancient Music, Monica Hugett, violon. 2 CD, L'Oiseau-Lyre, 1987.
- Antonio Vivaldi, La cetra, op.9, avec The Academy of Ancient Music, Simon Standage, violon. 2 CD, L'Oiseau-Lyre, 1989.
- Antonio Vivaldi, 6 concertos, op.11, avec The Academy of Ancient Music, Stanley Ritchie, violon et Frank De Bruine, hautbois. CD, L'Oiseau-Lyre, 1993.
- Antonio Vivaldi, Concertos pour hautbois, avec The Academy of Ancient Music, Stephen Hammer et Frank De Bruine, hautbois. CD, L'Oiseau-Lyre, 1993.
- Antonio Vivaldi, Concertos pour basson, Concertos pour vents et cordes, avec The Academy of Ancient Music, Danny Bond, basson. CD, L'Oiseau-Lyre, 1995.
- Antonio Vivaldi, 6 concertos pour violon, op.12, avec The Academy of Ancient Music, Pavlo Beznosiuk, violon. CD, L'Oiseau-Lyre, 1997.
- Antonio Vivaldi, 6 concertos pour violon, op.6, Le Coucou RV 335, avec The Academy of Ancient Music, Andrew Manze, violon. CD, L'Oiseau-Lyre, 2000.
- Antonio Vivaldi, 6 concertos pour violoncelle, avec The Academy of Ancient Music, Christophe Coin, violoncelle. CD, L'Oiseau-Lyre, 1989.
- Antonio Vivaldi, 6 sonates pour violoncelle, avec Christophe Coin, violoncelle, Ageet Zweistra, violoncelle continu, Eugène Ferré, guitare baroque, Tom Finucane, archiluth. CD, L'Oiseau-Lyre, 1989.
- Antonio Vivaldi, Stabat Mater, Nisi Dominus, Concerto en sol mineur, avec The Academy of Ancient Music, James Bowman, contreténor. CD, L'Oiseau-Lyre, 1976.
- Antonio Vivaldi, Les enregistrements de Vivaldi, avec The Academy of Ancient Music. 20 CD, L'Oiseau-Lyre, 2013.
- Carl Maria von Weber, Lieder, avec Martyn Hill, ténor. CD, L'Oiseau-Lyre, 1976.